# ГЕС Benmore
ГЕС Benmore — гідроелектростанція на Південному острові Нової Зеландії. Знаходячись між ГЕС Охау C (вище по течії) та ГЕС Aviemore, входить до складу каскаду в сточищі річки Вейтакі, яка дренує східний схил Південних Альп і тече до впадіння в Тихий океан на східному узбережжі острова за шість десятків кілометрів на південь від Тімару.
У межах проекту Вейтакі нижче від злиття її витоків Текапо та Охау перекрили земляною греблею висотою 110 метрів, довжиною 823 метри та товщиною від 10,6 (по гребеню) до 490 (по основі) метрів. Вона утворила водосховище з площею поверхні 75 км2, яке витягнулось по долині річки на три десятки кілометрів (крім того, у долині правої притоки Вейтакі Ахерері з'явилась велика затока довжиною понад 10 км). Резервуар вміщує 1,25 млрд м3 води, проте корисний об'єм значно менше, оскільки у сховищі припустиме коливання рівня поверхні в операційному режимі лише у дуже малому діапазоні — між позначками 360,5 та 361,45 метра НРМ.
Пригреблевий машинний зал обладнали шістьма турбінами типу Френсіс потужністю по 90 МВт, які при напорі в 92 метри забезпечували виробництво 2,5 млрд кВт-год електроенергії на рік. У 2008—2010 роках провели модернізацію гідроагрегатів до рівня у 100 МВт.